# 維珍澳洲航空

維珍藍航空標誌，現已停用

維珍澳洲航空（英語：Virgin Australia）是一間澳洲的航空公司，也是該國第二大的航空公司。維珍澳洲航空由英國商人理查德·布蘭森的維珍集團所創立，如今已是維珍集團中擁有最龐大機隊的航空公司。
2011年，維珍集團把維珍藍航空，太平洋藍航空及V澳洲航空（V Australia）合併為維珍澳洲航空，並於2011年5月4日正式啟用新公司名稱，亦同步承接並整合了三間航空公司原來所有的國際與國內航線網絡及給於必要的整合。同時在吸收澳洲國內較小型的航空公司，目前旗下子公司有澳洲虎航（Tigerair Australia）。
維珍藍航空已自2011年5月起改變其營運方針，透過整合國際短程航線的太平洋藍航空和國際長程航線的V澳洲航空，成為目前的維珍澳洲航空，不再以廉航模式營運，改以澳洲航空為其主要競爭對手，並以新增的國內線商務艙取代之前國內線的高級經濟艙。
維珍澳洲航空於2014年10月完全收購澳洲虎航，填補之前維珍藍航空時期所營運的澳洲本土低價市場，並以澳洲航空旗下的廉航Jetstar為競爭對象。
於2019冠狀病毒病疫情期間，維珍澳洲航空經營遇上主要困難，停飛大部分航班，至4月21日母公司維珍澳洲控股步入自願接管程序。2020年6月26日，贝恩资本宣布收购維珍澳洲控股。

## 機隊

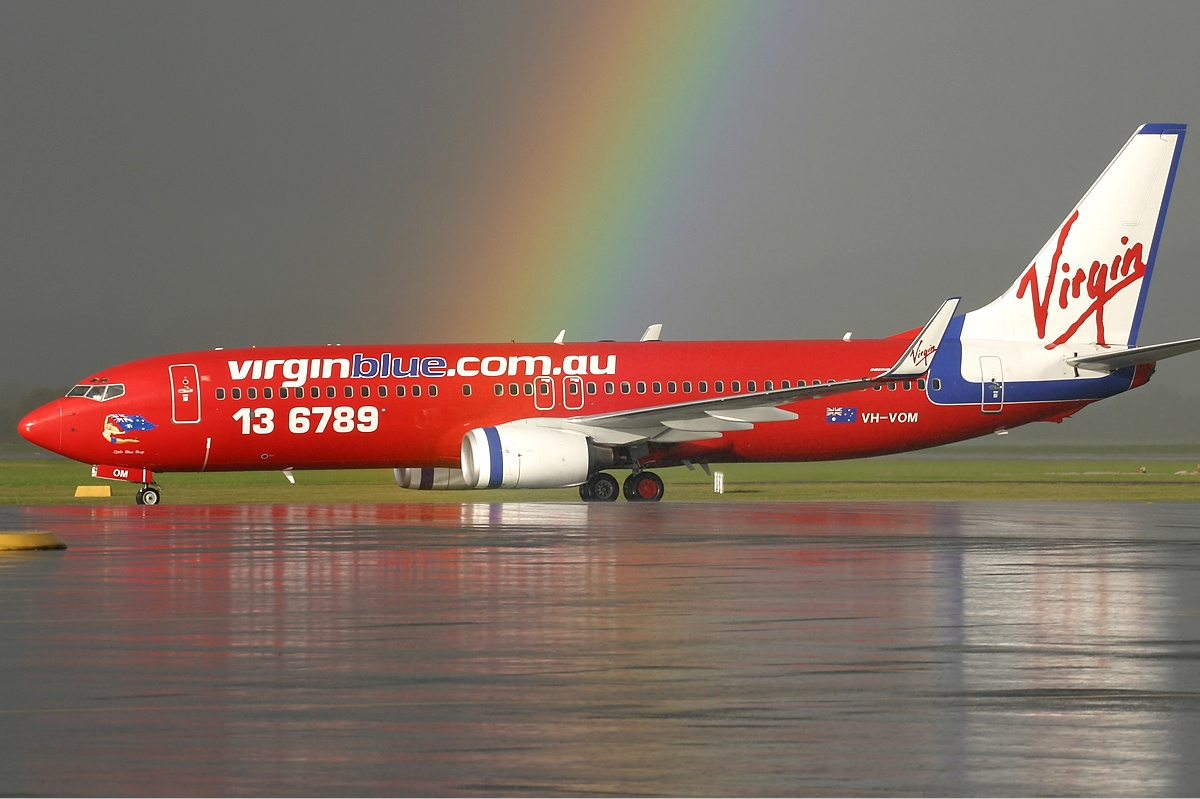
仍是維珍藍航空塗裝的波音737-800在珀斯機場

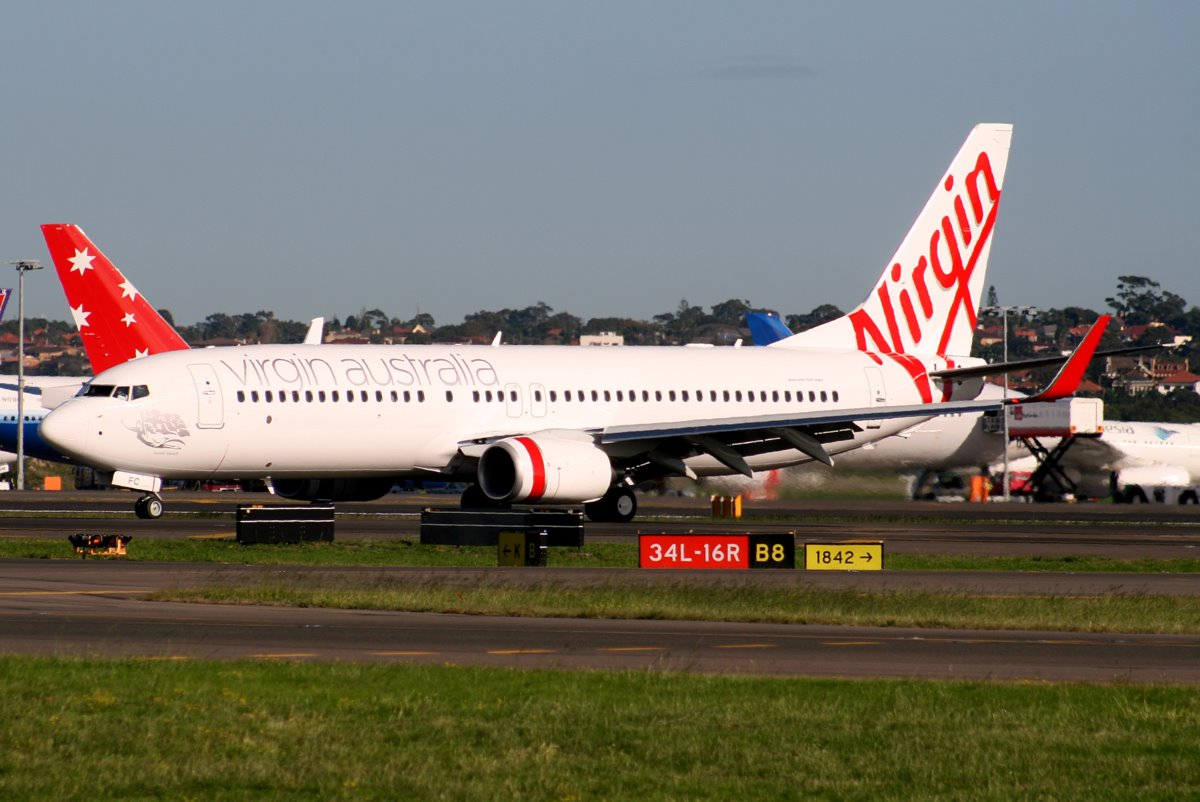
波音737-800

截至2024年12月，維珍澳洲航空機隊平均機齡約10.9年，擁有以下飛機：

### 已退役機型
- 空中巴士A330-200        （服役期：2011–2020）
- ATR72-500                      （服役期：2015–2020）
- ATR72-600                      （服役期：2015–2020）
- 波音737-300                  （服役期：2001–2004）
- 波音737-400                  （服役期：2000–2003）
- 波音777-300ER                （服役期：2011–2020）
- 巴西航空工業 E170  （服役期：2007–2012）
- 巴西航空工業 E190AR（服役期：2008–2018）

- 已退役 空中巴士A330-200
- 已退役 ATR72-500
- 已退役 波音777-300ER在洛杉磯國際機場

## 航點

### 共用班號合作夥伴
- 全日空
- 加拿大航空
- 阿提哈德航空（将于2025年6月1日结束）
- 夏威夷航空
- 新加坡航空
- 南非航空
- 卡塔尔航空
- 新西兰航空
- 维珍大西洋航空

## Live2Air
2006年12月，維珍藍航空宣佈與澳洲有線電視Foxtel及Austar合作，於2007年中前在所有航機上推出「Live2Air」服務。直至2007年3月，大約一半機隊已安裝Live2Air設備。維珍藍航空是北美洲以外第一間航空公司在航機上推出多頻道實時衛星電視。
短途航機上Live2Air系統收費$4.90，長途航機收費$9.90。此服務在航機起飛後，且飛行高度達到10,000英呎後免費提供，隨後乘客須使用信用卡付款以繼續收看。但是除了衛星電視之外，廣告頻道及航班路線圖頻道全程免費提供予乘客。

## 機上服務

### 飛行獎勵計畫
維珍澳洲航空的飛行獎勵計畫——Velocity Rewards創立於成立之時，最初原本只是維珍澳洲航空的貴賓會籍，1個月後演變為飛行常客計劃。擁有金卡以上的會籍可以享受到如機場櫃臺行李優先處理、免費貴賓室與世界主要航空公司的飛行獎勵計畫類似的額外服務。
除了只需申辦就可免費擁有的普通卡之外，其他的Velocity Rewards會籍都是浮動的，主要是按照過往一年以內旅客乘搭維珍澳洲航空及其他共用班號航班的頻率及航線長度調整其會籍級別。

### 機上餐點
維珍澳洲航空在國內線班機上提供免費的點心及茶，咖啡，礦泉水和橙汁等飲料，同時乘客亦可以自費從菜單上選購其他輕食和點心。
在國際線班機上，維珍澳洲航空則有提供免費的餐點及飲料供應，根據艙等、目的地和飛行時間有不一樣的選擇，所有航點均會有季節性菜單調整。另外，與其他國際性航空公司相同，也提供特殊的防止過敏餐點、嬰兒餐、兒童餐、印度素食餐、素食餐、印度教餐、伊斯蘭教餐、猶太教餐、低鹽餐、低脂肪餐、低卡洛里餐、水果餐、海鮮餐等特殊餐點，這些餐點均需要提前於起飛前48小時前預約或再次確認，否則提前預訂的特殊餐點有可能被取消。

## 獲得獎項
| 評估機構 | 內容                           | 排名    |
| -------- | ------------------------------ | ------- |
| Skytrax  | 2012年澳洲太平洋區最佳機艙服務 | 第1名   |
| Skytrax  | 2013年澳洲太平洋區最佳機艙服務 | 第1名   |
| Skytrax  | 2014年澳洲太平洋區最佳機艙服務 | 第1名   |
| Skytrax  | 2015年澳洲太平洋區最佳機艙服務 | 第1名   |
| Skytrax  | 2016年澳洲太平洋區最佳機艙服務 | 第1名   |
| Skytrax  | 2017年全球最佳航空公司         | 第13名  |
| Skytrax  | 2018年全球最佳航空公司         | 第22名  |
| Skytrax  | 2019年全球最佳航空公司         | 第25名  |
| Skytrax  | 2019年最佳澳洲太平洋區航空公司 | 第 3 名 |

## 外部連結
- 維珍澳洲航空